# Мухаммад Юсуф (поэт)
Мухаммад Юсуф (узб. Muhammad Yusuf, настоящее имя Мухаммаджон Юсупов, узб. Muhammadjon Yusupov; 26 апреля 1954, кишлак Ковунчи, Мархаматский район, Андижанская область — 29 июля 2001, Элликкалинский район, Каракалпакстан) — узбекский советский поэт, народный поэт Узбекистана (1998). По оценкам современников Мухаммад Юсуф являлся одним из наиболее одарённых узбекских поэтов конца XX — начала XXI века.

## Биография
Мухаммаджон Юсупов родился в 1954 году в кишлаке Ковунчи Мархаматского района Андижанской области в семье дехканина. Окончив среднюю школу, продолжил образование в Ташкентском институте русского языка и литературы, после окончания которого в 1978 году, поступил на работу в Общество книголюбов Узбекистана. В 1980 году перешёл на работу корреспондентом в газету «Тошкент окшоми». В 1986 году стал редактором в издательстве литературы и искусства им. Гафура Гуляма. С 1992 по 1995 годы снова работал корреспондентом в газете «Голос Узбекистана». В разное время пребывал на должностях заместителя главного редактора Национального информационного агентства Узбекистана, заведующего отделом журнала «Тафаккур».
В 1996 году Мухаммада Юсуфа приняли в Союз писателей Узбекистана, в котором он работал сначала литературным консультантом, а в 1997 году стал заместителем председателя. В 1999 году был избран депутатом Олий Мажлиса II созыва.
Скончался на 48-м году жизни, 29 июля 2001 года.

## Творчество
Первое стихотворение Мухаммада Юсуфа было напечатано в газете «Узбекистон адабиёти ва санъати» в 1976 году. Первый сборник стихов поэта «Знакомые тополя» увидел свет лишь спустя девять лет в 1985 году и был сразу благосклонно воспринят критиками. Молодой поэт тесно сошёлся с выдающимися узбекскими поэтами Эркином Вахидовым и Абдуллой Ариповым, которые оказали большое влияние на дальнейшее развитие его творчества.
В последующих сборниках, наиболее полно раскрылся уникальный талант Мухаммада Юсуфа: «Слушай соловей» (1987), «Убедительная просьба» (1988), «Спящая девушка» (1989), «Колыбельные матушки Халимы» (1989), «Корабль любви» (1990), «О ком мечтал» (1991), «Ласковая газель» (1992), «Заберу на своё небо» (1998). Посмертный сборник стихотворений «Сочинение» был издан в 2001 году.

## Память
26 апреля 2014 года согласно Постановлению Президента в Узбекистане прошло торжественное празднование 60-летия поэта. К празднованию был приурочен выход документального фильма посвящённого его жизни и печать сборника избранных произведений.
На фронтоне дома № 1 по улице Пушкина-Салар, в котором жил и работал Мухаммад Юсуф была установлена памятная доска в его честь.

## Награды и премии
- Орден «Дустлик»
- Народный поэт Узбекистана (1998)[10]